# TEKKEN STRIKE
TEKKEN STRIKE는 나이스게임TV의 철권 리그이다.

## 역사
2013년 반다이 남코게임스, 윈드소프트, 연세어뮤즈먼트가 주최, 나이스게임TV의 주관 하에 TEKKEN STRIKE가 공식 개최되었다.
2012년 온게임넷에서 개최되었던 Daum TEKKEN BUSTERS 이후 8개월만에 개최되는 국내 공식 철권리그이기도 했다.
2013년에는 3번의 정규시즌과 1번의 마스터즈 이벤트 리그로 진행되었다.
이후 2016년 철권 7 Fated Retribution 종목으로 리그를 재개최하였다. 해당 대회는 나이스게임TV와 KMBOX가 주최하고 나이스게임TV가 주관한다.

## 역대 TEKKEN STRIKE
- TEKKEN STRIKE 2013 Season1
- TEKKEN STRIKE 2013 Season2
- TEKKEN STRIKE 2013 Season3
- TEKKEN STRIKE 2016

## TEKKEN STRIKE 2013 랠리포인트
TEKKEN STRIKE 전 시즌에 걸쳐 대회 참가 선수들에게 부여하게 되는 포인트. 연간 1회에 걸쳐 개최되는 철권 세계 대회에서 대한민국 국가대표로 참가하게 될 선수를 선정하기 위한 목적으로 만들어짐.
- 철권 스트라이크 정규시즌 입상 기준
  - 우승 : 1500p, 준우승 : 1000p, 3/4위 : 750p, 5~8위 : 500p, 9~16위 : 300p, 17~32위 : 200p
- 철권 스트라이크 왕중왕전(시즌 파이널) 입상 기준
  - 우승 : 3000p, 준우승 : 2000p, 3/4위 : 1500p, 5~8위 : 1000p, 9~16위 : 750p
- 랠리포인트 최종 1위는 철권 세계 대회 자동 진출
- 차등으로 높은 2~4위까지는 철권 세계 대회 진출 결정전 과정을 거쳐서 1명을 선발
- 총 2명의 선수가 대한민국 철권 세계 대회 국가대표로 선정

## 같이 보기
- TEKKEN CRASH
- Daum TEKKEN BUSTERS